# Hersenpan
Een hersenpan (Engels: Pensieve) is een magisch gebruiksvoorwerp uit de boeken van Harry Potter waarmee naar herinneringen kan worden gekeken.  Het is een vrij platte stenen schaal met runentekens en -symbolen erin gekerfd.
Als iemand een toverstok tegen zijn slaap houdt, kan hij herinneringen naar buiten halen. Herinneringen worden door Rowling beschreven als een witte substantie, die noch vloeibaar, noch gasvormig is. Vervolgens kan de herinnering in een potje worden gedaan of in de hersenpan geplaatst, waardoor men er opnieuw en op een objectievere manier naar kan kijken en beter verbanden kan leggen. De pan is ook te gebruiken om naar de herinneringen van iemand anders te kijken.
De hersenpan is onder andere gebruikt door Harry Potter om naar de herinneringen van Perkamentus te kijken van een veroordeling van vier personen die door Perkamentus werd bijgewoond. Ook is de pan gebruikt om achter de beweegredenen van Heer Voldemort te komen in deel 6 van de Harry Potterserie, door te kijken naar de herinneringen van onder andere Hildebrand Slakhoorn en de huis-elf van Orchidea Smid. In het laatste boek gebruikt Harry de hersenpan om herinneringen te bekijken die hij van Severus Sneep heeft gekregen, vlak voor diens dood.